# Swim Good
"Swim Good" é uma canção gravada pelo cantor e compositor norte-americano Frank Ocean, contida em seu primeiro mixtape Nostalgia, Ultra (2011). Foi composta pelo cantor juntamente com Waynne Nugent e Kevin Risto e produzida por Midi Mafia. A faixa foi lançado como segundo single do disco em 16 de junho de 2011.

## Antecedentes
"Swim Good" foi escrita por Ocean juntamente com Waynne Nugent e Kevin Risto do duo Midi Mafia, os quais produziram a canção. A faixa aparece em seu mixtape de estréia Nostalgia, Ultra que foi lançado em 18 de fevereiro de 2011. Quando perguntado pela revista britânica The Quietus sobre a sua própria interpretação do personagem na canção notou-se que Ocean "educadamente se retirou, dizendo que ele iria gostar dessa discussão, mas não queria estragar a experiência do seu público de suas canções". "Swim Good" foi lançado como segundo single do mixtape Nostalgia, Ultra em 16 de junho de 2011.

## Composição
"Swim Good" conta a história de um assassinato-seguido-de-suicídio através de metáforas prolongadas e um debate em primeira-pessoa acerca de se suicidar". A faixa foi chamada de "música de suicídio surpreendente" e que "Ocean encontra-se vestido de preto ("Como se estivesse pronto para um funeral"), atormentado pela dor e prestes a dirigir seu carro no mar".

## Desempenho
| Tabela (2011)                                 | Melhor posição |
| --------------------------------------------- | -------------- |
| Bélgica (Ultratip Bubbling Under de Flandres) | 39             |
| Estados Unidos - Hot R&B/Hip-Hop Songs        | 70             |